# Guerre de succession de la principauté d'Antioche
La guerre de succession de la principauté d'Antioche est une série de conflits armés dans le nord de la Syrie entre 1201 et 1219, liés à la succession contestée de Bohémond III d'Antioche. La principauté d'Antioche était la première puissance chrétienne dans la région au cours des dernières décennies du XIIe siècle, mais la Cilicie a contesté sa suprématie.
La capture de l'importante forteresse de Baghras, en Syrie, par Léon II d'Arménie a déjà donné lieu à un conflit prolongé au début des années 1190. Léon a essayé de capturer Antioche, mais les bourgeois ont formé une commune et empêché les soldats arméniens d'occuper la ville.
Le fils aîné de Bohémond, Raymond IV de Tripoli, est mort en 1199, laissant un fils en bas âge, Raymond-Roupen. La mère du garçon, Alice d'Arménie, était la nièce de Léon et pouvait prétendre à l'héritage. Bohémond et les nobles avaient confirmé le droit de Raymond-Roupén pour succéder à son grand-père à Antioche, mais la commune préféra le fils cadet de Bohémond (l'oncle de Raymond-Roupen), Bohémond IV d'Antioche, comte de Tripoli.

## Contexte
Saladin, le sultan ayyoubide de Syrie et de l'Égypte, a détruit le royaume de Jérusalem dans les années 1180-1190, la principauté d'Antioche est devenue la première puissance chrétienne de la Syrie du Nord. En 1186, Léon II d'Arménie, seigneur de Cilicie arménienne, avait déjà reconnu la suzeraineté de Bohémond III d'Antioche, mais leur relation est devenue tendue après que Bohémond a emprunté de l'argent de Léon, mais n'a pas réussi à le rembourser.
En 1191, Léon prend et reconstruit la forteresse de Baghras, une forteresse stratégique que Saladin avait prise à l'ordre du Temple, puis détruite avant de l'abandonner,. Bohémond demanda à Léon de le rendre aux Templiers, mais celui-ci refusa,,.
En 1192, Bohémond échoue a inclure la Cilicie dans la trêve signée avec Saladin. Léon l'avait invité à la forteresse de Baghras pour entamer des négociations,. Bohémond a accepté l'offre, mais Léon l'avait capturé, le forçant à se rendre à Antioche,,. Mais les nobles et bourgeois se sont constitués en commune et empêchèrent les soldats arméniens d'occuper Antioche,.
La paix a été restaurée avec la médiation de Henri II de Champagne, roi de Jérusalem, qui a convaincu Léon et Bohémond de renoncer à leurs prétentions de suzeraineté l'un sur l'autre. L'occupation de la forteresse de Baghras a été confirmée à Léon.
Léon avait uni l'Église arménienne de Cilicie avec l'Église de Rome et a reconnu la suzeraineté du Saint-Empire romain germanique, Henri VI,. L'envoyé de l'empereur Conrad Ier de Wittelsbach, archevêque de Mayence, était présent lorsque Léon fut couronné le premier roi arménien de Cilicie le 6 janvier 1198,.
Le fils aîné de Bohémond, Raymond , épouse la nièce de Léon et héritière présomptive, Alice d'Arménie,. Raymond est mort au début de 1199, mais sa veuve donne naissance à un fils à titre posthume, Raymond-Roupen d'Antioche,. Bohémond envoie Alice et son fils en Arménie, montrant ainsi qu'il ne voulait pas reconnaître le droit de son petit-fils pour lui succéder à Antioche,. Conrad s'est rendu à Antioche et persuade Bohémond et ses barons à prêter serment pour accepter Raymond-Roupen, hériter d'Antioche,.
Le plus jeune fils de Bohémond, Bohémond IV, comte de Tripoli, conteste la validité de leur serment. Il expulse son père d'Antioche avec le soutien des Templiers, des Hospitaliers et de la commune des Bourgeois à la fin de 1198,. Trois mois plus tard, Léon envahi la principauté d'Antioche, forçant Bohémond IV pour permettre à son père, Bohémond III, de revenir à Antioche. Le pape Innocent III a également soutenu la restauration de Bohémond  III à Antioche, mais pour répondre à la demande des Templiers, il a également invité Léon à leur rendre la forteresse de Baghras.

## Guerre

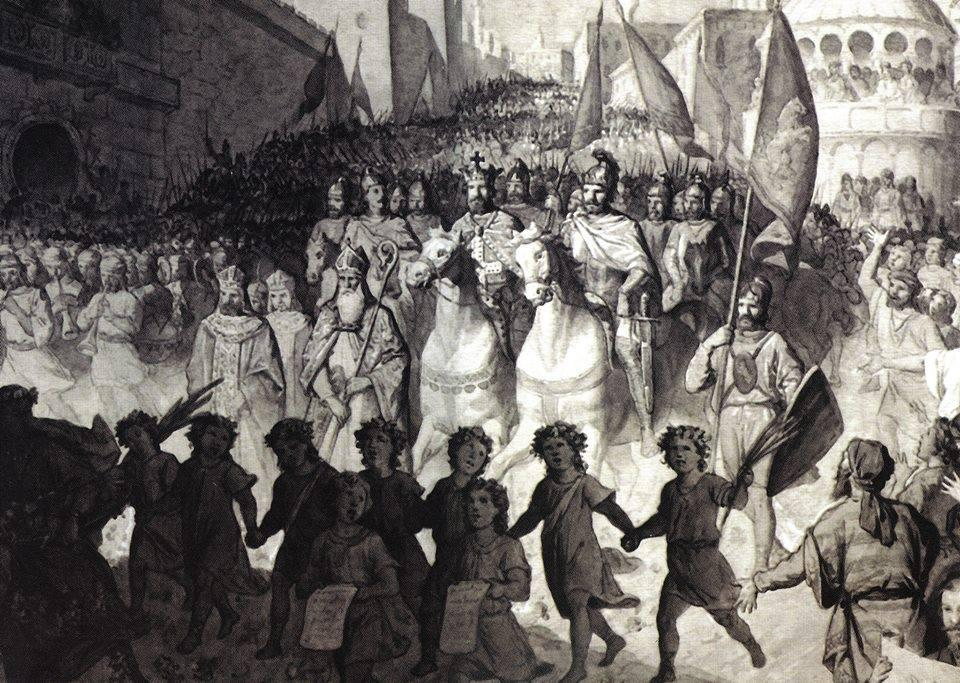
Entrée triomphale de Léon le Magnifique à Antioche par l'artiste italien Juliano Zasso, 1885.

Bohémond III d'Antioche mourut en 1201, et la lutte pour la succession d'Antioche s'ouvrit entre Bohémond IV d'Antioche et Raymond-Roupen d'Antioche, âgé de 3 ans et fils de Raymond IV de Tripoli.

### Première tentative de Raymond-Roupen
Lorsque Bohémond III d'Antioche meurt en avril 1201. Bohémond IV d'Antioche se précipite à Antioche,, où, parce qu'il est le parent vivant le plus proche du duc, il est reconnu par la commune des nobles de la ville comme l'héritier légitime de son père. Les nobles qui avaient considéré Raymond-Roupen d'Antioche comme prince légitime, ont fui vers le royaume arménien de Cilicie, Bohémond IV a remboursé un prêt que Raymond III devait à l'ordre de Saint-Jean de Jérusalem pour ainsi les gagner à sa cause.
Léon, continuant de soutenir Raymond-Roupen, a déclenché un conflit durable sur de nombreux théâtres de guerre. Ni Léon, ni Bohémond IV ne peuvent contrôler leur propre territoire, que cela soit la Cilicie ou Tripoli, et Antioche en même temps, en raison de l'insuffisance de leurs forces. El-Malik ed-Zahir Ghazi, émir ayyoubide d'Alep, et les dirigeants seldjoukides d'Anatolie étaient toujours prêts à envahir la Cilicie, tandis que les dirigeants ayyoubides de Hama et de Homs contrôlaient le territoire entre Antioche et Tripoli, ce qui entrave les mouvements de troupes de Bohémond IV entre les deux états croisés.
Peu de temps après, Bohémond IV saisi Antioche, Léon assiège la ville pour appuyer la cause de Raymond-Roupen, mais les alliés de Bohémond IV, Az-Zahir Ghazi et Soliman II, sultan seldjoukide de Roum, prennent d'assaut la Cilicie, forçant Léon de se retirer en juillet 1201. Très vite, il a envoyé des lettres au pape Innocent III, l'informant de la coopération de Bohémond IV avec les dirigeants musulmans. Léon envahi à nouveau Antioche en 1202, mais Amaury II de Lusignan, roi de Jérusalem et de Chypre, et le légat du pape, le cardinal Soffredo, font une médiation et obtiennent une trêve. Bohémond  IV dénie le droit du Saint-Siège de porter un jugement dans le cas de la succession d'Antioche. Léon poursuit la guerre. Le 11 novembre 1203, profitant de l'absence de Bohémond IV, Léon entre à Antioche mais n'ai pas en mesure de prendre la citadelle, défendue par les Templiers et les troupes de la commune. Az-Zahir Ghazi envahi à nouveau la Cilicie, forçant Léon à retourner dans son royaume,.
À la fin de 1204, Renoart de Nephin, qui avait épousé une riche héritière du comté de Tripoli sans le consentement de Bohémond IV, se soulève contre celui-ci. Bohémond IV va jusqu'aux portes de Tripoli. Léon veut se saisir des places antiochiennes dans les monts Amanus qui contrôlaient la route vers Antioche. Il assiège la forteresse Trapessac le 25 décembre 1205, mais les troupes de Az-Zahir Ghazi mettent en déroute son armée. Après l'écrasement de la révolte de Renoart de Nephin, Bohémond IV retourne à Antioche, forçant Léon à signer une trêve de huit ans dans été 1206,.
Au début de 1207, un conflit entre le nouveau légat du pape, Pierre de Capoue, et le Patriarche latin d'Antioche, Pierre d'Angoulême, devenu partisan de Raymond-Roupen, se solde par l'excommunication de Pierre d'Angoulème. Profitant de la situation pour se débarrasser de son adversaire, Bohémond IV remplace le patriarche latin par le patriarche orthodoxe d'Antioche, Syméon  II d'Antioche, et cela avec le soutien de la commune des nobles,. Pierre d'Angoulême se réconcilie avec le légat, et Bohémond IV et la commune sont excommunié, puis il convainc certains nobles de se soulever contre Bohémond IV, le forçant à se réfugier dans la citadelle,, Léon entre dans Antioche, mais Bohémond IV rassemble ses forces et attaque les Arméniens et a les bat,. Pierre d'Angoulême est fait prisonnier et meurt de soif dans sa prison.
La première tentative de Raymond-Roupen de remonter sur le trône d'Antioche se termine par un fiasco.

### Phase intermédiaire
En 1208, le sultan ayyoubide, Al-Adel, fait irruption dans le comté de Tripoli, créant ainsi une opportunité pour Léon de piller la terre autour d'Antioche. Bohémond IV persuade Kay Kâwus Ier, sultan de rhum, d'envahir la Cilicie, forçant Léon II d'Arménie à se retirer d'Antioche. Le pape Innocent charge Albert de Jérusalem, Patriarche de Jérusalem, de servir de médiateur à une nouvelle paix. Avogadro, qui était un allié des Templiers, appelle Léon à rendre la forteresse de Baghras aux Templiers. Pour tenter de renouveler la trêve, Léon obéit à la demande du légat, promettant de se retirer de Baghras. Mais sa promesse de dure pas longtemps, Léon refuse en fin de compte de céder la forteresse. D'autre part, il accorde des forteresses en Cilicie aux chevaliers teutoniques,.
Peu avant 1210, Il organise le mariage de Raymond-Roupen, à peine âgé de 10 ans, avec Helvis de Lusignan, sœur de Amaury II de Lusignan, roi de Jérusalem et de Chypre.
En 1211, Léon tend une embuscade à une caravane transportant des vivres pour les Templiers. Dans l'escarmouche, Guillaume de Chartres, grand maître des Templiers, est gravement blessé. Les nouvelles de l'action de Léon choque le pape Innocent III quand il l'apprend, il interdit à tous les dirigeants chrétiens d'aider Léon et exhorte Jean de Brienne , roi de Jérusalem , d'intervenir pour les Templiers. Jean envoie cinquante chevaliers en Syrie du Nord pour lutter contre Léon.
Léon décide de mettre fin à l'union de l’Église apostolique arménienne avec Rome. Il expulse les prêtres latins de Cilicie et donne refuge au patriarche orthodoxe, Syméon II d'Antioche, qui avait été chassé d'Antioche.
En 1212, il envoie Raymond-Roupen, à l'âge de 13 ans, pour piller la région d'Antioche.
En 1213, le pape Innocent III, proclame une nouvelle croisade et cherche à persuader Léon d'aider les Croisés. Cette année, Léon a renoncé à toutes les terres qu'il avait pris aux Templiers, mais sans la forteresse de Baghras.
En 1214, Jean de Brienne épouse la fille de Léon, Stéphanie d'Arménie. Au cours de la même période, la position de Bohémond IV s’affaiblit. Sa tentative de se venger des Assassins pour l'assassinat de son fils aîné, Raymond d'Antioche, le met en conflit avec son ancien allié, Az-Zahir Ghazi d'Alep.

### Deuxième tentative de Raymond-Roupen
Avec le soutien de Léon II d'Arménie, Raymond-Roupen d'Antioche a commencé à trouver de nouveaux alliés, promettant des concessions de terres aux Hospitaliers et aux nobles d'Antioche, y compris à Acharie de Sermin, à la tête de la commune d'Antioche. Profitant de l'absence de Bohémond IV d'Antioche, Léon et son armée sont entrés à Antioche au cours de la nuit du 14 février 1216. Quelques jours plus tard, les Templiers, qui avaient tenu la citadelle, se rendent sans lutte,. Le Patriarche latin d'Antioche, Pierre de Ivrea, consacre enfin Raymond-Roupen prince d'Antioche, cette fois-ci c'est le bon moment pour lui, il accède enfin au pouvoir,. Après que son protégé ai saisi l'ensemble de la principauté d'Antioche, Léon magnanime restaure les Templiers à la forteresse de Baghras,. Pendant l'absence de Léon, Kaykaus prend les forts arméniens au nord des Monts Taurus.
Après avoir trouvé les caisses vides à Antioche, Raymond-Roupen décide d'une augmentation des taxes, ce qui le rendait immédiatement impopulaire. Il refuse également d'aider Léon contre les Seldjoukides. En 1217, Raymond-Roupen essaie de capturer Léon, mais les Templiers lui sont venus en aide et l'ont aidé à fuir en Cilicie. Bohémond IV visite Jean de Brienne, roi de Jérusalem, à Saint-Jean-d'Acre en automne 1217. Jean reconnait Bohémond IV comme prince légitime d'Antioche au début de l'année 1218, mais ne lui a pas fourni une assistance militaire.
Les bourgeois et les nobles d'Antioche se soulevèrent contre Raymond-Roupen. Leur chef, William Farabel, persuade Bohémond IV de revenir à Antioche. [37] Après l'arrivée de Bohémond IV, Raymond-Roupen cherche refuge dans la citadelle, auprès des Templiers, mais fuit bientôt en Cilicie, accordant la citadelle aux Hospitaliers en représailles. Raymond-Roupen n'a jamais pu revenir à Antioche, ainsi se termine la guerre de succession de la principauté d'Antioche.

## Les suites des tentatives de Raymond-Roupen
Léon II d'Arménie était en train de mourir quand Raymond-Roupen s'est réfugié en Cilicie,. Léon ne pardonna pas à son grand-neveu et voulu donné la Cilicie à sa fille âgée de cinq ans, Isabelle, en mai 1219,. Après la mort de son grand-oncle maternel Léon, Raymond-Roupen tente de se faire reconnaître roi, s'empare de Tarse, mais est fait prisonnier et tué.
Les deux descendants de Raymond-Roupen, le petit-fils du frère aîné de Léon, Roupen III d'Arménie et Jean de Brienne, ont refusé d'accepter les dernières volontés de Léon, prétendant garder la Cilicie pour eux-mêmes,. Ce nouveau conflit a duré pendant des décennies, affaiblissant encore plus les états chrétiens de la Syrie du Nord.

## Sources
- (en) Jochen Burgtorf et Adrian J. Boas (dir.), The Crusader World, The University of Wisconsin Press, 2016, 196–211 p. (ISBN 978-0-415-82494-1), « The Antiochene war of succession ».
- (en) Jacob G. Ghazarian, The Armenian Kingdom in Cilicia during the Crusades : The Integration of Cilician Armenians with the Latins, 1180–1393, RoutledgeCurzon, 2000, 256 p. (ISBN 0-7007-1418-9, lire en ligne).
- (en) Mary Nickerson Hardwicke, Kenneth M. Setton (dir.), Robert Lee Wolff (dir.) et Harry Hazard, A History of the Crusades, Volume II : The Later Crusades, 1189–1311, The University of Wisconsin Press, 1969, 522–554 p. (ISBN 0-299-04844-6), « The Crusader States, 1192–1243 ».
- (en) Guy Perry, John of Brienne : King of Jerusalem, Emperor of Constantinople, c. 1175–1237, Cambridge/New York, Cambridge University Press, 2013, 221 p. (ISBN 978-1-107-04310-7 et 1-107-04310-7, lire en ligne).
- (en) Steven Runciman, A History of the Crusades, Volume III : The Kingdom of Acre and the Later Crusades, Cambridge/New-York/Port Chester etc., Cambridge University Press, 1989, 530 p. (ISBN 0-521-06163-6).